# Callionima calliomenae
Callionima calliomenae là một loài bướm đêm thuộc họ Sphingidae. Nó được tìm thấy ở Venezula, Haiti, và cộng hòa Dominica.

## Hình ảnh

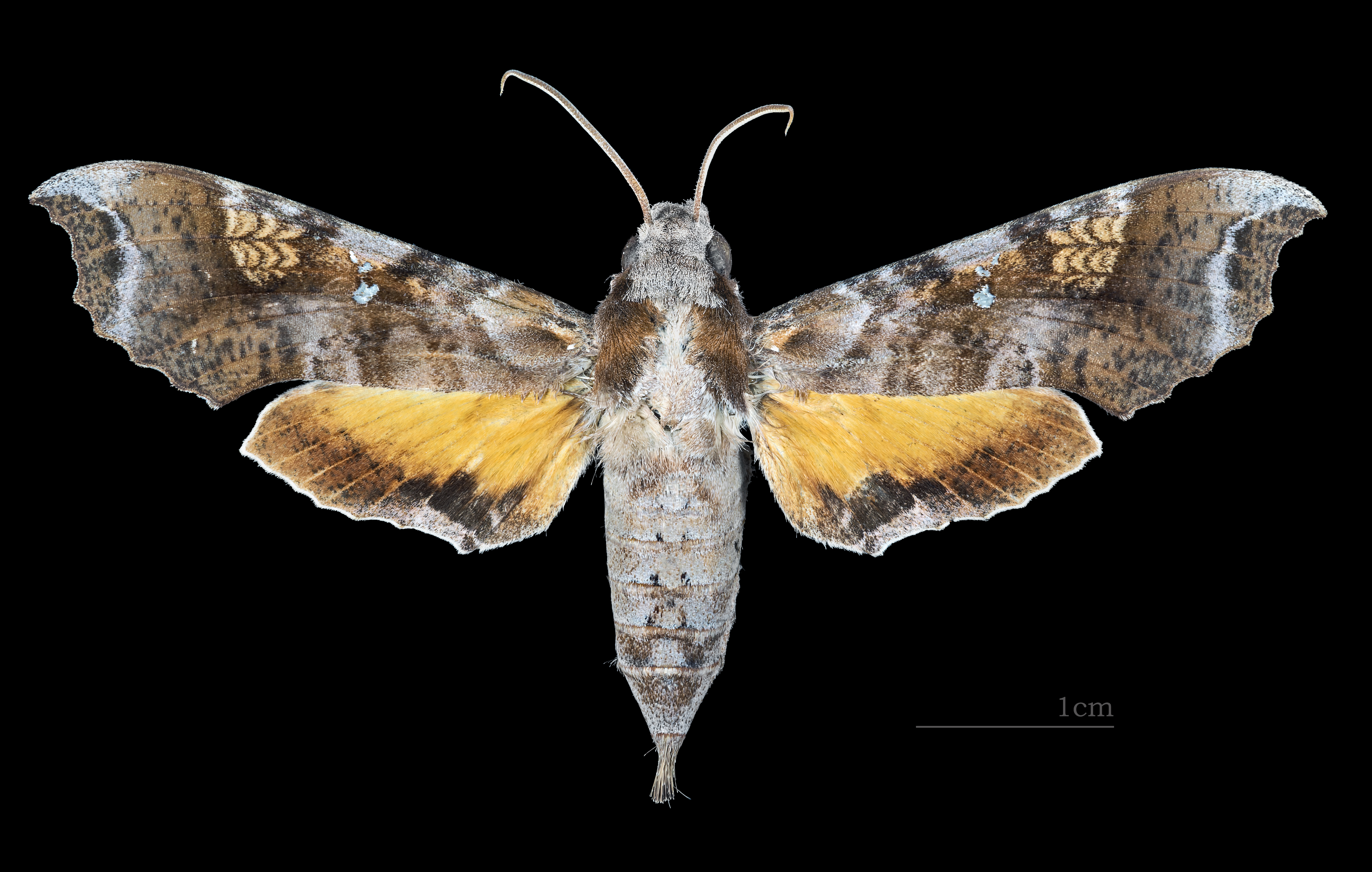
♀
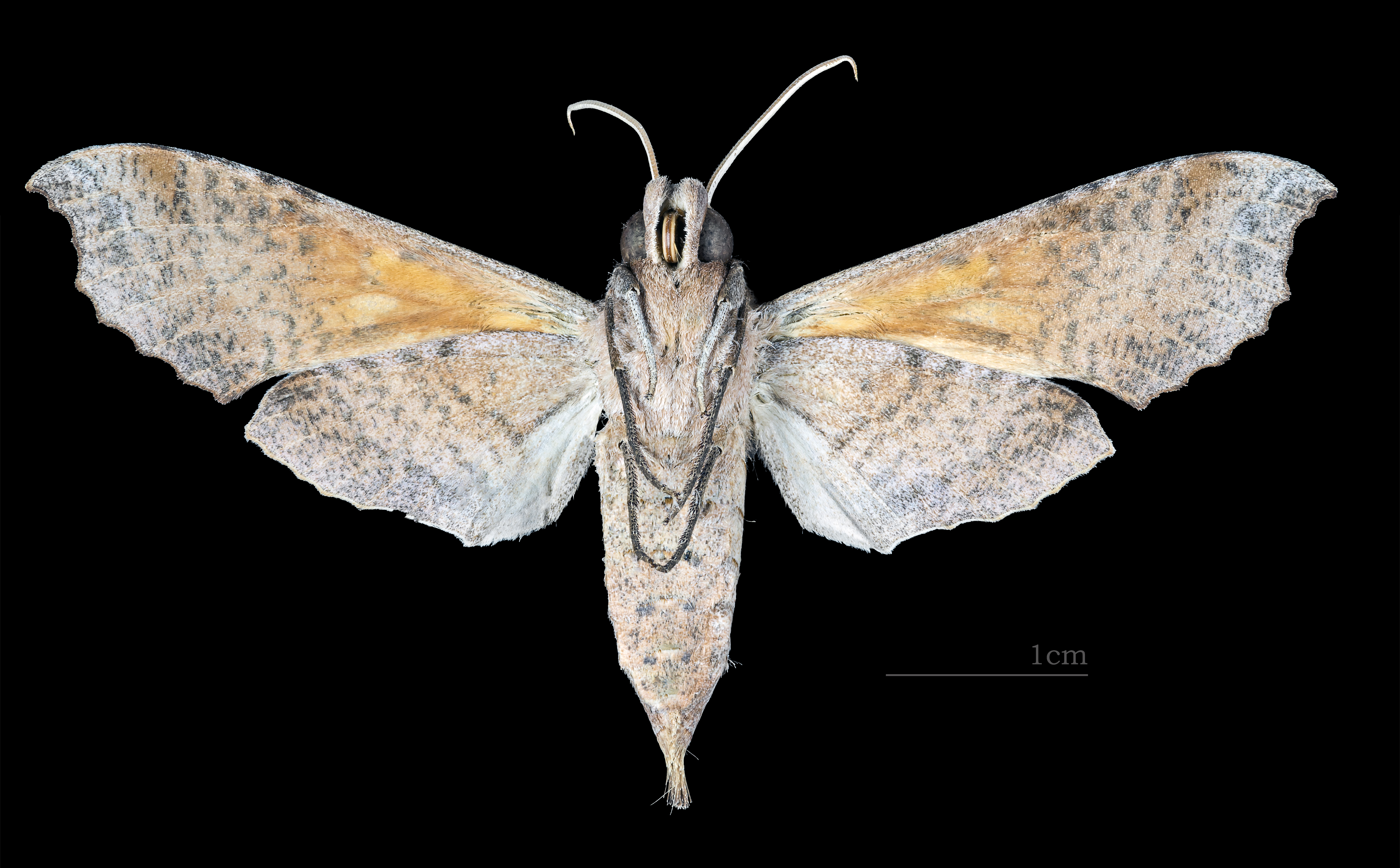
♀ △